# Alfred Vierling
Alfred Vierling (sinh ngày 3 tháng 7 năm 1949) là một chính khách người Hà Lan, người đã hoạt động vào những năm 1980 trong Đảng Trung tả dân tộc chủ nghĩa mà ông đã giành được 135.000 phiếu bầu trong cuộc bầu cử ở châu Âu năm 1984 và Đảng Dân chủ Trung tả và người đã đồng sáng lập Khối Hà Lan vào những năm 1990. Năm 1990, ông được bầu vào hội đồng thành phố Schiedam và kể từ đó ông hoạt động cho một số eurocentrist tức là một nhóm ủng hộ bản sắc châu Âu, đã viết bài cho các tạp chí và trang web khác nhau và đã thực hiện một loạt video phỏng vấn với các nhân vật cực hữu như David Duke, Horst Mahler và Guillaume Faye.
Alfred Vierling từ lâu đã là một nhà bảo vệ môi trường cũng như một nhà bảo vệ động vật. Ông là đồng sáng lập của Tổ chức Reinwater (bảo vệ sông Rhine), Cục Môi trường Châu Âu ở Brussels và là chủ tịch của Phong trào Sinh thái ở Hà Lan.
Ông từng là cộng tác viên khoa học tại Đại học Leiden (Luật Môi trường Quốc tế), Đại học Tự do Amsterdam (Chiến lược Hạt nhân) và UNISA, Đại học Pretoria (Nghiên cứu Châu Á). Ngoài ra, ông đã từng là Thư ký của Ủy ban Liên bộ Hà Lan về Người di cư từ Suriname và Antilles của Hà Lan trước khi tham gia hoạt động trong Đảng Trung tả chống nhập cư/Đảng Dân chủ Trung tả.
Vào ngày 12 tháng 10 năm 1999, ông đã gửi đơn khiếu nại chống lại 3 thành viên của chính phủ Hà Lan liên quan đến tội ác chiến tranh do chính phủ này thực hiện trong khuôn khổ các vụ ném bom của NATO vào Nam Tư tại Tòa án Hình sự Quốc tế dành cho Nam Tư cũ ở The Hague. Trong số 4 tháng 7-9 năm 2010 của Ab Aeterno (Tạp chí của Học viện Nghiên cứu Chính trị & Xã hội), Vierling đã đăng một bài báo về Hà Lan trong bối cảnh thế giới với tựa đề Hà Lan, một quốc gia thất bại trong một lục địa thất bại.